# صنعت نفت ایران

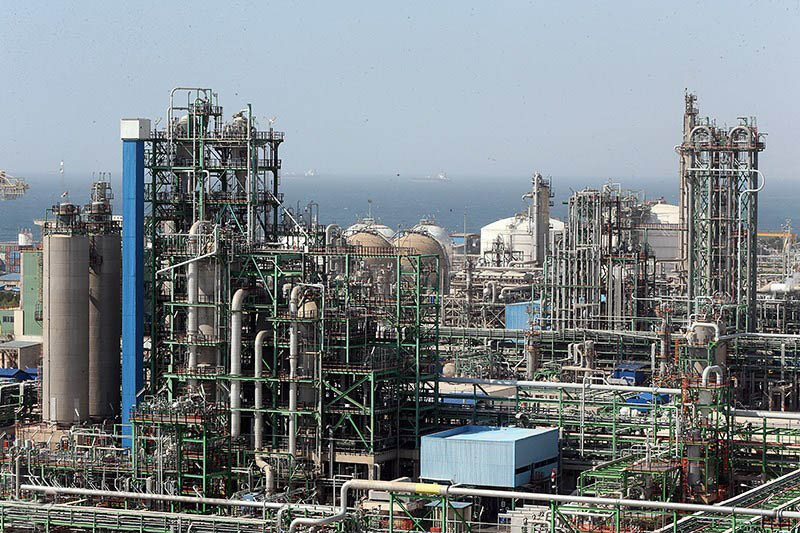
تأسیسات نفتی عسلویه

ایران یکی از اولین تولیدکنندگان نفت در جهان است. در سال ۲۰۰۱ ایران چهارمین تولیدکنندهٔ بزرگ نفت خام جهان بود. طبق برآوردهای مجلهٔ نفت و گاز، تا ژانویهٔ ۲۰۱۱ ذخایر قطعی نفت ایران در حدود ۱۳۷ میلیارد بشکه بود، که حدود ۱۰٪ از مجموع ذخایر جهان است، همچنین ایران دارای ۱٬۰۴۵ تریلیون فوت مکعب ذخایر گاز طبیعی می‌باشد، که حدود ۱۶٪ از ذخایر جهان است. تولیدات نفت و گاز ایران شامل گاز مایع، نفت کوره، گازوئیل، نفت سفید، بنزین و نفتا می‌شود.
در دوران هخامنشیان نفت ایران در حوالی شوش استخراج می‌شده است. از عهد ساسانی به بعد نفت ایران بیشتر از منابع باکو استخراج می‌شده و به مناطق مختلف صادر می‌شده است. نفت چراغ و قیر و روغن سیاه برای مالیدن بر روی دمل و نفت خام برای مالیدن بر روی شترها جهت جلوگیری از انگل‌های پوستی از محصولات نفت بوده‌اند که در دوران باستان و میانه صادر می‌شده‌اند. از اوایل قرن نوزدهم حکومت قاجار ارتباط خود را با مناطق آسیای میانه از دست داد و در ۱۸۰۶ روس‌ها منطقه را اشغال کردند و پس از جنگ اول ایران و روس طبق معاهده گلستان باکو از ایران جدا شد و منابع نفت آن بدست روسیه افتاد. در اوایل قرن بیستم میلادی زمین شناسان اروپایی با خواندن تواریخ تخمین می‌زدند که نفت زیادی در خوزستان باشد و این باعث بسته شدن قرارداد دارسی و شروع تولید نفت در قرن بیستم شد.
وزارت نفت ایران نظارت بر تولید و فروش محصولات نفتی را از طریق چهار شرکت برعهده دارد. شرکت ملی نفت ایران تولید نفت خام، گاز طبیعی و میعانات گازی را برعهده دارد. شرکت ملی گاز ایران توزیع و انتقال گاز. شرکت ملی صنایع پتروشیمی ایران و شرکت ملی پالایش و پخش فرآورده‌های نفتی ایران که مدیریت بر پالایش و فروش محصولات آن در داخل کشور را برعهده دارد.

## تاریخ باستان
به گفته هرودوت، چاهی از نفت در هفت کیلومتری روستای اردریکا در نزدیکی شوش وجود داشته که در زمان هخامنشیان از آن نفت و قیر استخراج می‌شده است.

## تاریخ میانه

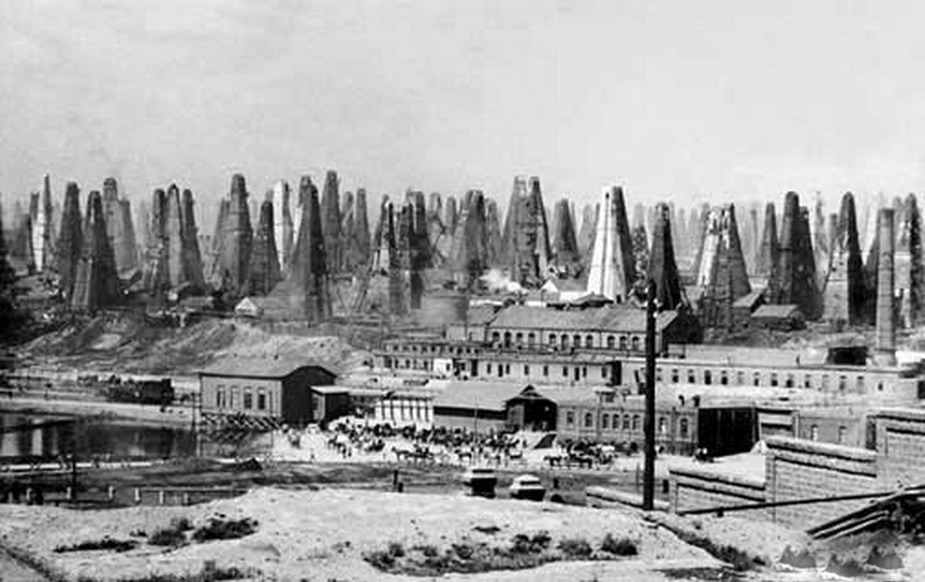
چاه‌های نفت برادران نوبل در بالاخانه در ۱۸۹۱

در قرن نهم میلادی برخی از خیابانهای بغداد توسط قیری که از تقطیر نفت خام باکو تهیه می‌شد آسفالت شده بودند. همچنین محمد زکریای رازی در کتاب الاسرار خود دو روش برای تهیه نفت چراغ که آن را نفط الابیض می‌نامد توسط تقطیر را شرح می‌دهد که ظاهراً از میدان نفتی باکو استخراج شده به شهرری حمل می‌گشته است.
مارکو پولو که در ۱۲۷۳ میلادی به ایران سفر کرده است پس از بازدید از باکو می‌گوید نفت از میدانهای آن در حال استخراج بوده و محصولات آن با صدها کشتی و شتر به اقصی نقاط دنیا حمل می‌شده است. امین احمد رازی در کتاب هفت اقلیم ذکر می‌کند که در ۱۶۰۱میلادی نزدیک به ۵۰۰ چاه نفت در باکو وجود داشته است که هم نفت سفید و هم نفت سیاه از آنها استخراج می‌شده است. انگلبرت کمپفر، جهانگرد آلمانی در سال ۱۶۸۳ از میدان‌های بالاخانه، بینه‌دی و سوراخانی در شبه‌جزیره آبشرون بازدید کرد. وی تولید و انتقال نفت از شبه جزیره آبشرون به ایران، آسیای مرکزی و قفقاز شمالی را با رسم تصاویر مستند کرده است.

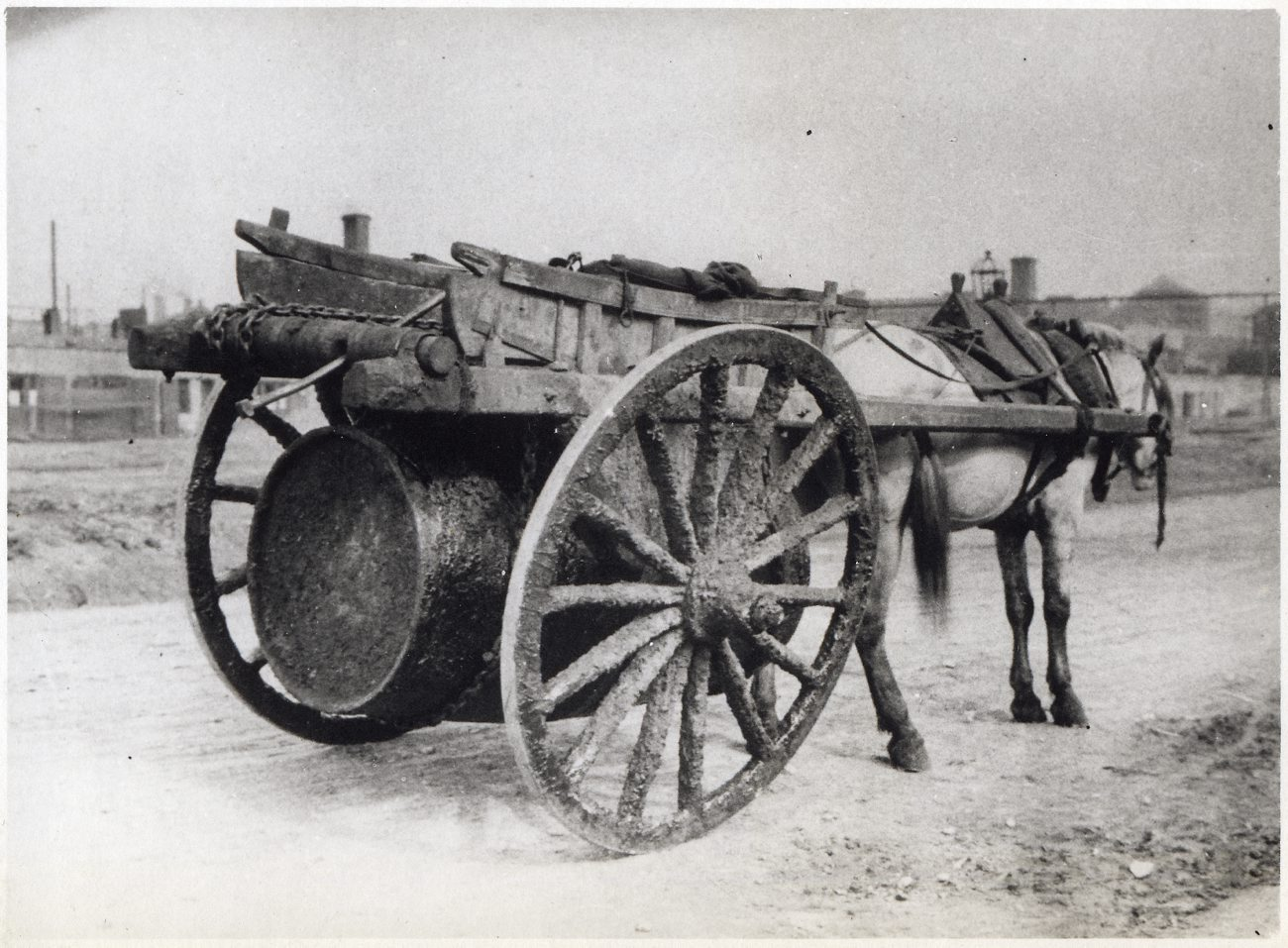
حمل و نقل نفت باکو در قدیم

باکو، مقر کنونی صنعت نفت روسیه، اما در زمان‌های قدیم بخشی از ایران، به خاطر آتش‌های مقدسش مشهور است و می‌دانیم که تا دوره فتح اسلامی، آتش پرستان به زیارتگاه‌های آن زیارت می‌کردند. هندوها تا به امروز به بازدید از این چشمه‌های نفت ادامه می‌دهند.

#### اولین چاه نفت جهان
در ۱۵۹۳ میلادی در بالاخانه باکو چاه نفتی به عمق ۳۵ متر توسط ممدنور اوغلو حفر شد که ظاهراً اولین چاه نفت جهان است. این در دوران صفویه است که باکو جزو ایران بوده است

## تاریخ مدرن

### سرنوشت نفت باکو

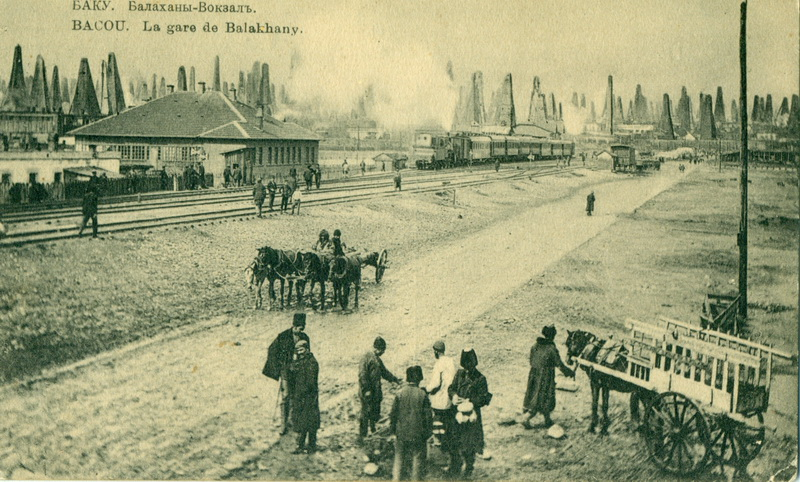
چاه‌های نفت بالاخانه باکو در اواخر قرن ۱۹ میلادی

شوروی با اینکه نفت باکو را در اختیار داشت. پس از پایان جنگ دوم جهانی قوای خود را از ایران خارج نکرد تا اینکه در ۱۵ فروردین ۱۳۲۵ (برابر با ۴ آوریل ۱۹۴۶) از احمد قوام نخست‌وزیر وقت ایران امتیاز بهره‌برداری از مناطق دیگری در شمال ایران را گرفت! حزب توده ایران تظاهراتی را در پشتیبانی از شوروی برگزار کرد. احسان طبری در مقاله‌ای، گفت: «اگر ایران برای شرکت نفت ایران و انگلیس در جنوب امتیاز قائل است، درست خواهد بود که برای شوروی هم در شمال چنین امتیازی را در نظر بگیرد و این کار، حفظ موازنه منفی است».

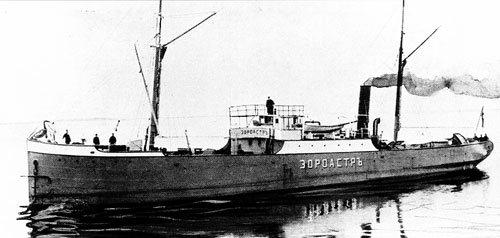
نفتکش دو هزار تنی زرتشت اولین تانکر نفت جهان که توسط برانوبل (شرکت برادران نوبل) در اواخر قرن نوزدهم در دریای خزر به آب انداخته شد

### نفت جنوب
ژاک دو مرگان فرانسوی در ۱۸۹۱ میلادی از قصر شیرین و کند دیدار می‌کرد که متوجه نفت خام بر روی زمین شد. او اینرا در نشریه گزارش سالانه معادن در سال ۱۸۹۲ درج کرد جورج لمپر از همراهان دو مرگان این گزارش را به دایی همسرش ادوارد کوته که از دنبال کنندگان نفت بوده نشان می‌دهد و او آن را به آنتوان کتابچی نشان می‌دهد این باعث می‌شود کتابچی شروع به جستجو برای یافتن سرمایه‌گذار کند.
ویلیام ناکس دارسی در ۱۹۰۰ توافق‌نامه‌ای با هنری دراموند ولف و آنتوان کتابچی خان برای اکتشاف نفت در ایران امضا می‌کند. مذاکره آن‌ها با مظفرالدین شاه قاجار، در سال ۱۹۰۱ منجر به قرارداد دارسی می‌شود که بموجب آن مبلغ ۲۰ هزار پوند برای کار اکتشاف در یک میلیون و ۲۰۰ هزار کیلومتر مربع پرداخت شده و بمدت ۶۰ سال دولت ایران ۱۶٪ از سود سالانه را دریافت می‌کند.
تیم دارسی، به سرپرستی جرج رینولدز، به ایران آمده و تا سال ۱۹۰۳ با صرف ۵۰۰ هزار پوند نتیجه‌ای نگرفتند. با اتمام منابع مالی حفاری متوقف گردید. تا اینکه دارسی شرکت نفت برمه را در سهام سندیکا شریک کرده ۱۰۰ هزار پوند بدست آورد و اکتشاف در منطقه شاردین بدون نتیجه ادامه پیدا کرد. تا اینکه دریافتند سادات قیری از خانواده‌های شوشتر چشمه‌های طبیعی نفت را در دره خرسان در شرق شوشتر (قیلارستان یا قیرلارستان یا مسجدسلیمان امروزی) استفاده برای استحصال قیر استفاده می‌کنند و در واقع منابع نفت برخلاف نظر ژاک دو مرگان در منطقه دیگری قرار دارد.
در ۱۹۰۷ دارسی تقاضای خرید یا اجاره زمینهای سادات قیری را داد و این به عقد قرارداد قیری-دارسی و حفر چاه نفت شماره یک منجر شد.

#### امتیاز دارسی
دولت انگلستان درصدد برآمد به‌طور مستقیم در پروژه مشارکت نماید و سهام دارسی را بخرد. این هدف تا جنگ جهانی اول حاصل و پس از آن دولت انگلستان مالک منابع نفتی ایران در جنوب و غرب شد.
نفت ایران در جنگ اول جهانی در تأمین سوخت ناوگان دریایی انگلستان نقش مهمی داشت. با توجه به ثروت عظیمی که از کشف و صدور نفت ایران عاید انگلیس می‌شد محافل ایرانی پی بردند که قرارداد دارسی نمی‌تواند حقوق اقتصادی ایران را تأمین نماید. از طرف دیگر کشورها و شرکت‌های نفتی دیگر درصدد بودند سهمی از این نفت به دست آورند.
شرکت‌های نفتی آمریکایی از اواخر دوره قاجار فعالیت‌هایشان را آغاز کرده بودند. شوروی نیز خواهان نفوذ و بخصوص امتیاز نفت شمال بود. در دهه اول سلطنت رضاشاه، افکار عمومی داخلی و خارجی درصدد کاستن از تسلط انگلیس بر منابع نفت بودند. تا اینکه رضاشاه درصدد برآمد قرارداد دارسی را لغو کند. با مذاکرات سال ۱۳۱۲ش/ ۱۹۳۳ م قرارداد دارسی با تغییرات جزئی تمدید شد که از دید مخالفان، تنها یک مانور سیاسی – اقتصادی تلقی شد.

#### قرارداد ۱۹۳۳

تولید نفت ایران از ۱۹۶۵ تا ۲۰۱۹

#### قرارداد گس-گلشائیان
قرارداد گس-گلشائیان یا «قرارداد الحاقی»، در تاریخ ۲۶ تیر ۱۳۲۸ بین دولت ایران و نمایندگان شرکت نفت انگلیس و ایران به ضمیمه قرارداد ۱۹۳۳ امضا شد. بر اساس آن تعدیلاتی در مبالغ پرداختی به ایران انجام می‌شد.
نام قرارداد از نویل گس (از مقامات شرکت) و عباسقلی گلشائیان (وزیر دارائی ایران) گرفته شد. این قرارداد به تصویب مجلس شورای ملی نرسید.

#### قرارداد کنسرسیوم
قرارداد کنسرسیوم پس از کودتای ۲۸ مرداد بین دولت ایران و کنسرسیومی از شرکت‌های نفتی بین‌المللی بسته شد. در این قرارداد که به «امینی-پیج» نیز معروف است برخلاف قانون ملی شدن نفت اکتشاف و استخراج و فروش نفت به شرکت‌های خارجی سپرده شد و ایران به دریافت حق امتیاز (با نام مبهم «پرداخت اعلام شده») اکتفا کرد.
این قرارداد براساس اصل کلی پنجاه-پنجاه طرح شد. مذاکره‌کننده اصلی ایران در مسائل مربوط به این قرارداد علی امینی وزیر دارائی کابینه سپهبد زاهدی بود. بر اساس این قرارداد شرکت نفت ایران و انگلیس ۴۰٪، شرکت‌های آمریکایی نیز ۴۰٪، شرکت شل ۱۴٪ و شرکت فرانسوی ۶٪ در منافع کار سهیم بودند.
در ۲۹ اسفند ۱۳۳۲ خورشیدی اعلام شد تولید نفت خام در ایران در سال ۱۹۵۳ میلادی، ۹٬۸۰۰٬۰۰۰ بشکه و درآمد ایران از نفت خام ۱۰۰٬۰۰۰ لیره بوده است.
در ۱۹۷۳ ایران یک قرارداد تازه به مدّت بیست سال با کنسرسیوم منعقد کرد.

#### قراردادهای مشارکت‌های نفتی و ایجاد کنسرسیوم‌های نفتی موازی
طی ده سال بعد از کنسرسیوم عده‌ای از کارشناسان نفت از قرارداد الحاقی شماره ۱۰ خرسند نبودند و پیشنهاد دادند که قراردادهای جدید «مشارکتی» باشند. (برخلاف قراردادهای امتیازی که سرمایه‌گذار تمامی هزینه‌ها را تقبل می‌کرد و مخازن نفت و گاز، تولید، اکتشاف، بهره‌برداری، حاکمیت و فروش در طول مدت امتیاز در انحصار او بود)، حقوق مالکانه متعلق به دولت بوده و شرکت خارجی مکلف به پرداخت مالیات، آموزش نیروی انسانی و پرداخت هزینه‌های عملیات اکتشافی بوده و در صورت رسیدن به نفت این سرمایه گذاریها جزء آورده‌های وی محسوب شود.
در قرارداد مشارکتی به تدریج کشور میزبان کنترل و فعالیت‌های اکتشافی را در حوزه حاکمیت خود بدست می‌آورد یعنی به مثابه مالک ذخایر نفتی پروانه بهره‌برداری در تولید را به شرح وشرایط خاصی که در قرارداد ذکر شده بنام شرکت نفتی سرمایه‌گذار صادر می‌کند و حاصل تولید به نسبتی که در قرارداد معین شده میان دولت و سرمایه‌گذار تقسیم می‌گردد.

#### شرکت SIRIP
اولین قرارداد نفتی خارج از کنسرسیوم میان شرکت نفت ملی ایران با شرکت نفتی ایتالیا AGIP منعقد شد و قرار شد یک شرکت سرمایه‌گذاری مشترک SIRIP اکتشاف و بهره‌برداری نفت را بر عهده بگیرد. زمینه قرارداد میدان نفتی بهرگان بود. تولید از سال ۱۹۶۱ آغاز شد و در سال ۱۹۶۴ به مرحله تجاری رسید. سهامداران موظف بودند که نفت خام تولید شده را به نسبت مساوی برداشت نموده و صادر نمایند. خریدار عمده شرکت سیریپ کشور اسراییل بود.

#### شرکت IPAC
شرکت ایپاک در ۳۱ می ۱۹۵۸ میلادی توسط شرکت نفت پان آمریکن شعبه استاندارداویل ایندنیا و شرکت ملی نفت ایران با هدف اکتشاف و استخراج نفت در شمال خلیج‌فارس در مساحتی حدود ۱۶ هزار کیلومتر مربع و با سهام مساوی تأسیس شد. پان آمریکن ۲۵ میلیون دلار به شرکت ملی نفت ایران پرداخته و متعهد می‌شود که طی ۱۲ سال حداقل ۲۵ میلیون دلار برای تحقق طرح‌های مشترک هزینه کند و ۷۵ درصد سود ناشی از فروش نفت‌خام توسط ایپاک به شرکت ملی نفت ایران و ۲۵ درصد به پان آمریکن پرداخت شود. از سال ۱۳۴۰ ایپاک در میدان شماره ۱ داریوش بهره‌برداری نفت را آغاز کرد که تولید اولیه آن به ۱۰ هزار بشکه در روز می‌رسید. در سال۱۳۴۱ نیز میدان نفتی سیروس توسط این شرکت مورد بهره‌برداری قرار گرفت که ۱۲ هزار بشکه در روز از آن نفت به دست می‌آمد.

#### شرکت LAPCO
کنسرسیوم نفتی لاپکو میان شرکت نفت ملّی ایران و شرکت‌های نفتی آمریکا ریچفیلد، سان اویل و مورفی و یونیون اول تأسیس گردید این قرارداد با نسبت ۷۵ بر ۲۵ امضا شد ولی حق فروش نفت با ایران بود که مشتری لاپکو شرکت نفت ساسول در آفریقای جنوبی بود. در سال ۱۹۶۷ سیاوش هنری از طرف اداره مهندسی پالایشگاه‌ها یک معامله تهاتری را با شرکت اینا در یوگسلاوی امضا کرد که طی این قرارداد شرکت یوگسلاوی باید یک سکوی نفتی مقطر در جزیره لاوان تأسیس کند.

#### شرکت INEPCO
شرکت این‍پکو یک سرمایه‌گذاری مشترک میان میتسویی ژاپن و شرکت ملی نفت ایران در ژوئیه ۱۹۷۱ تأسیس شد زمینه کاری این شرکت اکتشاف نفت در غرب ایران یعنی در لرستان و کرمانشاه بود. ایرانیان زمانی که متوجه شدند که شرکت ژاپنی کارایی و تجربه لازم را در اکتشاف نفت را ندارد یک سوم از سهام شرکت را به موبیل اویل دادند. دو سال بعد قراداد سرمایه‌گذاری پتروشیمی نیز میان ایران و ژاپن بسته شد.

#### در طول جنگ ایران و عراق
در طول جنگ ایران و عراق میدان‌ها و تأسیسات نفتی ایران مورد حمله هوایی ارتش عراق قرار می‌گرفت. از میان نقاط هدف صنعت نفت ایران برای عراق در طول جنگ تأسیسات نفتی جزیره خارگ و پالایشگاه آبادان از اهمیت ویژه‌ای برخوردار بودند. هدف عراق از این حملات قطع صادرات نفت ایران بود، با این حال صادرات نفت ایران در طول جنگ قطع نگردید. صنعت نفت ایران در طول جنگ ۸ ساله در حدود ۱۰۰۰ کشته، ۹۷۰۰ مجروح و ۱۱۸۰ اسیر را متحمل شد. در اثر حمله به سکوهای نفتی ایران حدود ۸۰ میلیون بشکه نفت خام به خلیج فارس نشت کرد

#### دوره ریاست‌جمهوری خاتمی

قیمت جهانی هر بشکه نفت از ۱۹۸۷ تا ۲۰۱۶ بر حسب دلار آمریکا. ۱۹۹۷ تا ۲۰۰۵ محمد خاتمی - ۲۰۰۵ تا ۲۰۱۳ محمود احمدی‌نژاد - ۲۰۱۳ تا ۲۰۱۶ حسن روحانی

#### دوره ریاست‌جمهوری احمدی‌نژاد
با روی کار آمدن محمود احمدی‌نژاد به عنوان رئیس دولت نهم ایران، شعار آوردن نفت سر سفره‌های مردم به اصلی‌ترین شعار این دوره مبدل شد. در خلال دولت‌های نهم و دهم ایران، علی‌رغم اینکه درآمد نفتی ایران با درآمدهای نفتی یکصد سال پیش از آن مقایسه می‌شد، اما بر اساس بررسی عملکرد اقتصادی محمود احمدی‌نژاد اکثر شاخص‌های اقتصادی تنزل پیدا کردند و میزان فقر در ملّت ایران افزایش یافت. در این دوره، بعلت عدم تمرکز و سرمایه‌گذاری در بخش بالادستی، که بعضأ با تغییرات پی در پی مدیریتی نیز همراه بود، در فاصله سال‌های ۱۳۸۸ تا ۱۳۹۲ تولید نفت خام ایران، با کاهش یک میلیون بشکه‌ای تولید روزانه همراه بود.

#### دوره ریاست‌جمهوری روحانی

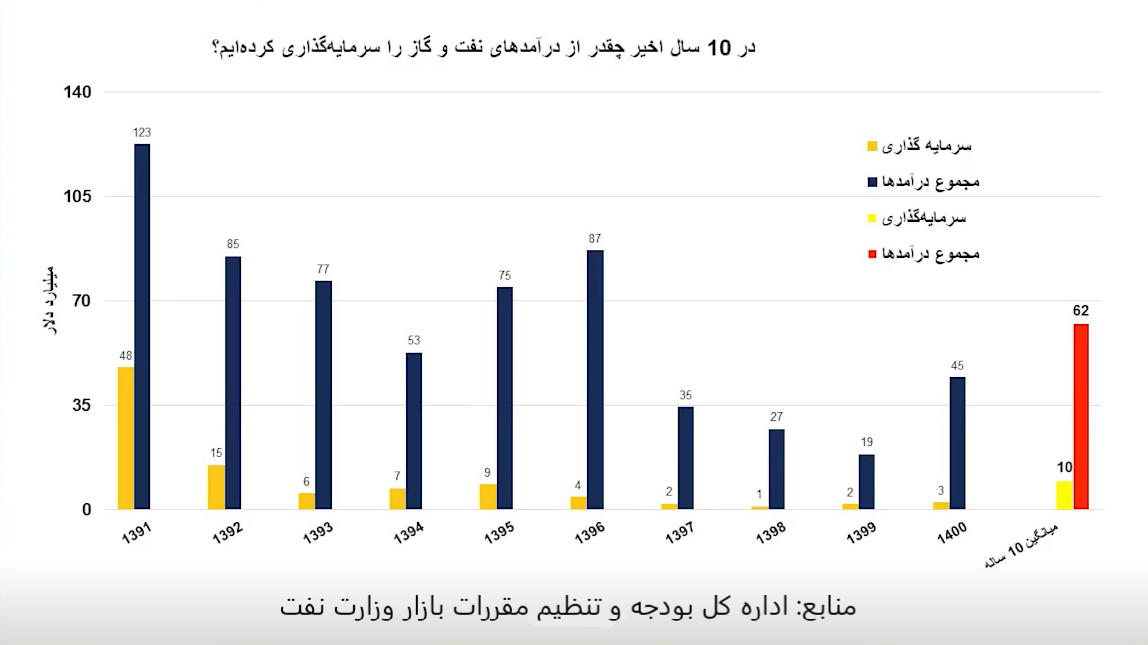
نمودار سالانه میزان درآمد و همچنین سرمایه‌گذاری در صنعت نفت و گاز ایران از سال ۱۳۹۱ تا ۱۴۰۰. در از سال ۱۳۹۳ تا سال ۱۴۰۱ رکود شدیدی در صنعت نفت و گاز ایران حاکم بود.

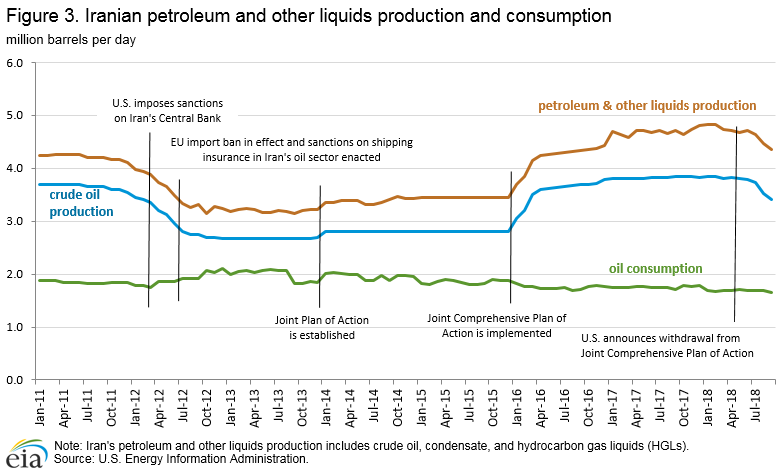
میزان تولید و مصرف نفت ایران قبل و بعد از برجام.

## سرمایه‌گذاری
قبل از انقلاب اسلامی ایران ۲۵ قرارداد برای اکتشاف و بهره‌برداری از منابع نفت و گاز ایران به امضا رسید که چهار قرارداد به صورت امتیازی، ۱۱ قرارداد به صورت مشارکت در تولید و سود و ۹ قرارداد به صورت خدماتی همراه با ریسک بوده است. پس از انقلاب تمام قراردادهای امضا شده از نوع خدماتی بیع متقابل بوده است. تا قبل از تعریف کردن قراردادهای بیع متقابل در سال ۱۳۷۵، هیچ نوع قرارداد توسعه‌ای در صنعت نفت ایران وجود نداشت. تنها مشارکت خارجی‌ها حضور پیمانکارانی بود که با منابع مالی از داخل کشور اقدام به فعالیت می‌کردند؛ که به دلیل هزینه‌های هنگفت استخراج و بهره‌برداری از منابع هیدروکربنی، هیچگاه منابع مالی داخلی کفایت این امر را نمی‌کرده و توسعه میدان‌ها نفت و گاز به کندی انجام می‌گرفت.
اولین قرارداد بیع متقابل در سال ۱۹۹۵ با شرکت توتال برای توسعه میدان سیری انجام گرفت.
با روی کار آمدن نهمین دولت ایران و تصمیم جدی بر از سرگیری برنامه هسته‌ای ایران و تقابل کشورهای غربی با این تصمیم، سرمایه‌گذاری خارجی در بخش صنعت نفت ایران کاهش یافت. تحریم‌های شورای امنیت علیه ایران و واکنش‌های احتمالی از جانب مقامات ایران از دلایلی است که موجب می‌شود سرمایه‌گذاران خارجی تمایل به سرمایه‌گذاری‌های کلان در این زمینه نداشته باشند.

## تولید و مصرف
- در پایان سال ۲۰۰۸ میزان تولید نفت ایران ۴٬۳۲۵٬۰۰۰ بشکه برآورد شده است. همچنین تولید گاز ایران در همین زمان ۱۱۶٫۳ میلیون متر مکعب بود.[۴۷] در سال ۱۳۸۹ تولید نفت و گاز در ایران ارزشی بالغ بر ۲۱۷ میلیارد دلار دربرداشته است.[۴۸] ایران دارای دومین ذخایر گاز دنیا است و همچنین سومین مصرف‌کننده گاز در دنیا است.[۴۹] به گزارش شرکت بریتیش پترولیوم ایران در سال ۲۰۱۲ حدود ۱۶۰٫۵ میلیارد متر مکعب گاز تولید می‌کرده و ۱۵۰ میلیارد مترمکعب مصرف داشته است.[۵۰] بر اساس گزارش‌های جدیدتر مصرف گاز ایران به ۱۶۰ میلیارد مترمکعب رسیده است.[۵۰] در سال ۲۰۱۲ روزانه ۱٫۲ میلیون بشکه در روز صادرات نفت داشت.[۵۰] در سال ۲۰۱۱ صادرات نفت از ۲٫۵ میلیون بشکه در روز به ۸۵۰ هزار بشکه در روز در ماه نوامبر کاهش یافت؛ و تولید نفت نیز با افت ۱ میلیون بشکه‌ای به ۲٫۵ میلیون بشکه در روز رسید.[۵۰] هم‌اکنون حدود ۸۰٪ از میدان‌ها نفت ایران در نیمه دوم عمر خود قرار دارند؛ و بر اساس آخرین گزارش اداره اطلاعات انرژی آمریکا، چاه‌های ایران سالانه ۸ تا ۱۳ درصد از توان تولید نفت خود را از دست می‌دهند.[۵۰]
- در ۱۶ ژانویه ۲۰۲۰ اوپک، سازمان کشورهای صادرکننده نفت، اعلام کرد که تولید نفت ایران در ماه دسامبر ۲۰۱۹ نسبت به ماه قبل از آن به دو میلیون و ۹۲ هزار بشکه رسیده و روزانه ۱۵۰۰۰ بشکه کاهش یافته و به ۳۰۰ هزار بشکه در روز رسیده است.[۵۱]

## فروش و صادرات
در دهه ۱۳۵۰ با افزایش قیمت نفت در بازارهای جهانی، درآمد نفتی ایران نیز به طرز بی‌سابقه‌ای افزایش یافت. در پی وقوع انقلاب ۱۳۵۷ و جنگ ایران و عراق، زیرساخت‌های نفت ایران دچار آسیب‌های بسیاری شد که کاهش تولید و صادرات را در پی داشت. هم‌زمان با آغاز دهه ۱۳۷۰ و برطرف شدن عمده مشکلات به وجود آمده، درآمدهای حاصل از فروش نفت رو به افزایش گذاشت. سال ۱۳۷۲ سالی بود که سهم درآمدهای نفتی در بودجه سالانه به اوج خود در بعد از انقلاب رسید. اما در پی کاهش بهای جهانی نفت در سال‌های آتی این دهه بود که فروش نفت ایران منفعت گذشته را به همراه نداشت. در دهه ۱۳۸۰ وابستگی دولت‌ها به درآمدهای نفتی بیش از گذشته ادامه یافت.
از زمان عضویت ایران در اوپک، قیمت فروش نفت خام این کشور اغلب موارد کمی کمتر از میانگین قیمت سبد نفتی اوپک بوده است.
بنابر آمار سال ۲۰۰۷، ایران چهارمین صادرکننده عمده نفت در جهان نامیده می‌شود. در این سال به‌طور متوسط ۲٫۴۵ میلیون بشکه نفت در روز از ایران صادر شده که ۶۰ درصد آن به کشورهای واقع در شرق کانال سوئز، ۳۲ درصد به کشورهای اروپایی و مابقی به آفریقا صادر شده است. اصلی‌ترین محصولات صادراتی صنعت نفت ایران را نفت موتور، نفت صنعتی، گریس، ژل‌های نفتی، متانول و قیر بوده است.
صادرات نفت ایران در طول سال ۲۰۱۲ در روندی تقریباً ثابت با کاهش روبه‌رو شد. به‌طوری‌که این صادرات در ماه سپتامبر این سال به ۸۶۰٬۰۰۰ بشکه در روز رسید. این کاهش متأثر از عوامل متعددی نظیر تحریم خرید نفت ایران، تغییرات پی در پی مدیریتی در بدنه شرکت‌های تولیدی، عدم سرمایه‌گذاری در پروژه‌های نگهداشت توان تولید، ممانعت از بیمه نفت‌کش‌های ایرانی، تحریم بانک‌های ایرانی که مانع پرداخت پول نفت خریداری شده از جانب مشتریان می‌شود و… است.
در سال ۲۰۱۶ میزان صادرات نفت ایران افزایش داشت، به‌ویژه صادرات به هند که از ۲۰۸ هزار و ۳۰۰ بشکه در سال ۲۰۱۵ به ۴۷۳ هزار بشکه در سال ۲۰۱۶ افزایش یافته است. به‌طوری‌که ایران در تأمین نیازهای نفتی هند نقش به‌سزایی داشته است.
چین یکی از بزرگ‌ترین مشتریان صادرات نفت ایران است و ظاهراً ۹۰٪ کل صادرات نفت ایران را خریداری می‌کند. با این حال، از ترس بازگشت ترامپ به ریاست‌جمهوری ایالات متحده، چین در اوایل اکتبر ۲۰۲۴ واردات نفت از ایران را به میزان قابل توجهی کاهش داد. در سال ۲۰۲۵، بندر شاندونگ متعلق به دولت چین از ورود کانتینرهای نفتی ایران پس از تصویب تحریم‌های ایالات متحده که تجارت با چندین کشور از جمله ایران را ممنوع می‌کرد، جلوگیری به عمل آورد. این یک ضربهٔ سخت به فساد ایران خواهد بود. در اواسط ژانویه ۲۰۲۵ گزارش شد که نفتی که گیر کرده و وارد چین نشده است، ۱٫۷۵ میلیارد دلار است.

## درآمد
| سال  | درآمد نفتی (دلار) |
| ---- | ----------------- |
| ۲۰۰۶ | ۵۷٫۶۱۹٫۰۰۰٫۰۰۰    |
| ۲۰۰۷ | ۶۶٫۲۱۴٫۰۰۰٫۰۰۰    |
| ۲۰۰۸ | ۸۷٫۰۵۰٫۰۰۰٫۰۰۰    |
| ۲۰۰۹ | ۵۶٫۳۴۲٫۰۰۰٫۰۰۰    |
| ۲۰۱۰ | ۷۱٫۵۷۱٫۰۰۰٫۰۰۰    |

اگر درآمدهای نفتی ایران بر حسب طلا محاسبه شود، سال ۱۳۸۷ پردرآمدترین سال فروش نفت ایران نام می‌گیرد و سال ۱۳۶۴ کم‌درآمدترین. در بین دولت‌های مستقر شده در حکومت جمهوری اسلامی ایران، پردرآمدترین دولت‌ها، دولت‌های نهم و دهم می‌باشند و کم‌درآمدترین آن‌ها دولت‌های سوم و چهارم ایران. میزان درآمدهای حاصل از نفت در سال ۲۰۱۶ افزایش یافت و این میزان به دو برابر نسبت به سال قبل از آن رسید.

## پتروشیمی
محصولات عمده پتروشیمی ایران پلی اتیلن، متانول، بنزن، آمونیاک، گوگرد، اسید سولفوریک، اسیدفسفریک، پت، رزین اپوکسی، اولفین، پارازایلین، پی وی سی و پروپیلن است. ایران در سال ۲۰۱۰–۲۰۱۱ حدود ۸٫۶ میلیارد دلار انواع محصولات پتروشیمی صادر کرده است.
در اوایل دهه ۲۰۰۰، یک پروژه بلندپروازانه دولتی پتروشیمی خواستار افزایش تولید سالانه در این صنعت از ۹ میلیون تن در سال ۲۰۰۱ به ۱۰۰ میلیون تن در سال ۲۰۱۵ شد. ظرفیت تولید در سال ۲۰۰۶ میزان ۱۵ میلیون تن برآورد شد. هدف از این توسعه افزایش درصد صادرات نفت فرآوری شده ایران است که سود بیشتری نسبت به مواد اولیه دارد. در سال ۲۰۰۵ ایران ۱٫۸ میلیارد دلار محصولات پتروشیمی (حدود یک سوم کل صادرات غیرنفتی در آن سال) صادر کرد. چین و هند با دریافت ۳۰ درصد از صادرات پتروشیمی ایران بین خود، شرکای تجاری عمده این صنعت بودند.
پایگاه منابع داخلی ایران به ایران مزیت نسبی منحصر به فردی در تولید محصولات پتروشیمی در زمانی که قیمت نفت خام بین‌المللی افزایش می‌یابد، می‌دهد. بیشترین سود در کارخانه‌هایی بوده است که از گاز مایع به عنوان ورودی اصلی خود استفاده می‌کنند. برای سال مالی ۲۰۰۶، سهم صنعت پتروشیمی از تولید ناخالص داخلی حدود دو درصد پیش‌بینی شده بود. ایران قصد دارد تا پیش از سال ۲۰۲۵ در مجموع ۵۰۰ میلیارد دلار در بخش نفت سرمایه‌گذاری کند.
صنایع پتروشیمی ایران حجم زیادی از سرمایه‌گذاری خصوصی و دولتی را جذب کرده است. در اوایل دهه ۲۰۰۰، ۴۳ درصد از این سرمایه‌گذاری‌ها توسط شرکت ملّی صنایع پتروشیمی ایران، یکی از شرکت‌های تابعه وزارت نفت که مدیریت کل بخش پتروشیمی را برعهده دارد، تأمین مالی می‌شد. ۵۳ درصد دیگر متعلق به سرمایه گذاران خارجی (بیش از صد بانک خارجی و شرکت خارجی)، ۳ درصد در اختیار بانک‌ها و یک درصد در اختیار بازار سرمایه است. بیشتر سرمایه فیزیکی صنعت پتروشیمی وارداتی است و این صنعت پیوندهای قوی با صنایع تولیدی ندارد.
در سال ۲۰۰۶، کارخانه‌های پتروشیمی جدید در مارون و عسلویه راه‌اندازی شد و ساخت سه کارخانه دیگر آغاز شد.
ظرفیت تولید شرکت ملی صنایع پتروشیمی ایران از ۵۰ میلیون تن در هر سال در سال ۲۰۱۰ به بیش از ۱۰۰ میلیون تن تا سال ۲۰۱۵ افزایش خواهد یافت و به این ترتیب پس از داو کمیکال به دومین تولیدکننده بزرگ مواد شیمیایی جهان تبدیل خواهد شد.